# Paolo Magretti
Paolo Magretti (Milà, 15 de novembre de 1854 - Paderno Dugnano, 31 d'agost de 1913) va ser un ciclista italià que va córrer durant els anys 70 del segle xix. Fou el primer vencedor de la Milà-Torí, la cursa ciclista italiana més antiga, a una velocitat mitjana de 13,3 km/h i per davant de Carlo Ricci B. Balbiani. A part de la seva faceta com a esportista, Magretti va ser un reconegut entomòleg especialitzat en l'estudi dels himenòpters i va ser responsable d'exposicions al Museu d'Història Natural de Milà.